# Pervagor aspricaudus
Pervagor aspricaudus és una espècie de peix de la família dels monacàntids i de l'ordre dels tetraodontiformes.

## Morfologia
- Els mascles poden assolir 13 cm de longitud total.[4][5]

## Hàbitat
És un peix marí, de clima tropical i associat als esculls de corall que viu entre 1-25 m de fondària.

## Distribució geogràfica
Es troba a Maurici, l'Illa Christmas, el sud del Japó i de Taiwan, Austràlia, Nova Caledònia, les Illes Marshall, les Hawaii i Tonga.

## Observacions
És inofensiu per als humans.